# Lijst van beschermd erfgoed in Anhée
Onderstaande tabel geeft een overzicht van de beschermde erfgoederen in de gemeente Anhée. Het beschermd erfgoed maakt deel uit van het cultureel erfgoed in België.
| Object | Bouwjaar/architect | Deelgemeente      | Adres                         | Coördinaten                   | Nummer?                | Afbeelding |
| --- | ------------------ | ----------------- | ----------------------------- | ----------------------------- | ---------------------- | --- |
| Parochiekerk Onze-Lieve-Vrouwe van de Geboorte (monument) geheel van de kerk en het omliggende terrein (site)                                                                                   |                    | Sosoye            |                               | 50° 17' 45" NB, 4° 46' 56" OL | 91005-CLT-0005-01 Info | Parochiekerk Onze-Lieve-Vrouwe van de Geboorte (monument) geheel van de kerk en het omliggende terrein (site)                                                                                   |
| Bron nr. 4 van het kasteel van Annevoie en omgeving (site) |                    | Annevoie-Rouillon |                               | 50° 20' 37" NB, 4° 50' 22" OL | 91005-CLT-0006-01 Info | |
| Kasteel van Annevoie: gevels en daken, zalen op de begane grond alsook de gevels en daken van de schuur (monument) ensemble gevormd door het kasteel, bijgebouwen, tuinen en de omgeving (site) |                    | Annevoie-Rouillon | Rue des Jardins d'Annevoie 47 | 50° 20' 42" NB, 4° 50' 36" OL | 91005-CLT-0007-01 Info | Kasteel van Annevoie: gevels en daken, zalen op de begane grond alsook de gevels en daken van de schuur (monument) ensemble gevormd door het kasteel, bijgebouwen, tuinen en de omgeving (site) |
| Bron nr. 1 en omgeving (site) |                    | Annevoie-Rouillon |                               | 50° 19' 48" NB, 4° 49' 37" OL | 91005-CLT-0008-01 Info | |
| Bron nr. 2 en omgeving (site) |                    | Annevoie-Rouillon |                               | 50° 20' 24" NB, 4° 50' 10" OL | 91005-CLT-0009-01 Info | |
| Bron nr. 3 en omgeving (site) |                    | Annevoie-Rouillon |                               | 50° 20' 33" NB, 4° 50' 5" OL  | 91005-CLT-0010-01 Info | |
| De tuinen uit de 18e eeuw |                    | Annevoie-Rouillon |                               | 50° 20' 35" NB, 4° 50' 29" OL | 91005-CLT-0011-01 Info | De tuinen uit de 18e eeuw |
| Linde |                    | Denée             | rue de Graux                  | 50° 19' 14" NB, 4° 44' 37" OL | 91005-CLT-0012-01 Info | |
| Kalkgrasland van Ransinelle genaamd "de la montagne" |                    | Sosoye            |                               | 50° 18' 1" NB, 4° 46' 38" OL  | 91005-CLT-0013-01 Info | |
| Uitbreiding van de bescherming van de site van de ruïnes van het kasteel van Montaigle |                    | Haut-le-Wastia    |                               | 50° 17' 44" NB, 4° 48' 54" OL | 91005-CLT-0015-01 Info | Uitbreiding van de bescherming van de site van de ruïnes van het kasteel van Montaigle |